# Viersporige aardtong
De viersporige aardtong (Trichoglossum tetrasporum) is een schimmel behorend tot de familie Geoglossaceae. Het is een terrestrische saprofyt die leeft van dood organisch materiaal.

## Verspreiding
In Nederland komt de soort zeer zeldzaam voor. 